# Talikota
Talikota (Kannada: ತಾಳೀಕೋಟೆ Tāḷikōṭe [ˈt̪aːɭikoːʈe]; auch Talikot, Talikote oder Talikoti) ist eine Stadt im indischen Bundesstaat Karnataka mit 31.000 Einwohnern (Volkszählung 2011).
Talikota liegt im nördlichen Karnataka rund 80 Kilometer südöstlich der Stadt Vijayapura am Ufer des Flusses Doni. Die Stadt gehört zum Taluk (Sub-Distrikt) Muddebihal des Distrikts Vijayapura.
Bekannt ist der Ort aufgrund der Schlacht von Talikota, in der im Jahre 1565 die vereinigten Dekkan-Sultanate das Vijayanagar-Reich vernichtend schlugen. Die Schlacht fand am Ufer des Krishna-Flusses knapp 50 Kilometer weiter südlich statt, wurde aber nach Talikota benannt, weil die Truppen der Dekkan-Sultanate von diesem Ort aus in die Schlacht zogen.